# Thimory
Thimory – miejscowość i gmina we Francji, w Regionie Centralnym, w departamencie Loiret.
Według danych na rok 1990 gminę zamieszkiwały 432 osoby, a gęstość zaludnienia wynosiła 35 osób/km² (wśród 1842 gmin Regionu Centralnego Thimory plasuje się na 735. miejscu pod względem liczby ludności, natomiast pod względem powierzchni na miejscu 1026.).